# Патерсон, Билл
Билл Па́терсон (англ. Bill Paterson, род. 3 июня 1945, Глазго) — шотландский актёр.

## Ранняя жизнь
Патерсон родился в Глазго и три года служил учеником сметчика до поступления в Шотландскую королевскую консерваторию.

## Карьера

### Театр
Патерсон профессионально дебютировал в 1967 году, появившись с Леонардом Росситером в «Карьере Артуро Уи» Бертольта Брехта в Гражданском театре Глазго. В 1970 году Патерсон поступил на службу в Гражданский молодёжный театр. Он проработал в нём в качестве актёра и помощника режиссёра до 1972 года, когда ушёл оттуда, чтобы появиться с Билли Коннолли в The Great Northern Welly Boot Show на Эдинбургском фестивале. Через несколько лет Патерсон вновь поработает с Коннолли, приняв участие в его постановке An Me Wi' a Bad Leg Tae.
Бо́льшую часть 1970-х годов Патерсон проработал в театральной кампании Джона Макграта «7:84», путешествуя по Великобритании и Европе с такими пьесами, как The Cheviot, the Stag, and the Black Black Oil. Он был одним из основателей «7:84» и дебютировал в Лондоне. Он появился на Эдинбургском фестивале и в Лондоне в первой пьесе Джона Бирна Writer’s Cramp, а в 1979 году дебютировал в театре Савой, который является одним из театров на Вест-Энде, в постановке Whose Life Is It Anyway?.
Он сыграл Лопахина в экранизации BBC пьесы «Вишнёвый сад» в 1981 году. В 1982 году Патерсон был номинирован на Премию Лоренса Оливье за роль Швейка в другой пьесе Брехта «Швейк во Второй мировой войне» в Национальном театре. Он участвовал во многих оригинальных постановках, среди которых присутствует «Парни и куколки» (1982) в Национальном театре, «Смерть и дева» в Ройал-Корт и Театре герцога Йоркского (1991-92) и «Иванов» в Альмеиде, Лондон и Малом театре, Москва (1997). Летом 2010 года он появился в постановке «Землетрясений в Лондоне» в Национальном театре. В 2013 году Патерсон исполнил роль Адама Смита в постановке «Пути» в Ройал-Корт.

### Телевидение
Начиная с конца 1970-х годов работа Патерсона в основном сосредоточилась на телевидении, а не в театре. Среди его первых появлений на телевидении значится драма Licking Hitler, получившая премию «BAFTA» в 1978 году, и роль Якова I в британском телесериале «Уильям Шекспир» в том же году.
Его обширная и отмеченная наградами телевизионная карьера отличилась запоминающейся ролью злодея Алли Фрейзера во втором сезоне сериала «Прощайте, привычки» (1986), а также участием в мини-сериалах «Люди Смайли» (1982), «Воронья дорога» (1996) и «Доктор Живаго»; и в сериалах «Поющий детектив» (1986) и «Путь героина» (1988).
В 2004—2007 гг. Патерсон снимался в роли парапсихолога Дугласа Монагана в сверхъестественном сериале BBC «Море душ». Кроме того, он появился ещё в нескольких проектах BBC, среди которых присутствуют роли доктора Гибсона в мини-сериале «Жёны и дочери» (1999), мистера Миглза в «Крошка Доррит» (2008) по одноимённому роману Диккенса, детектив-сержанта Бокса в первом сезоне «Уголовного правосудия» (2008) и доктора Джеймса Нивена в телефильме «„Испанка“: Жертвы пандемии гриппа» (2009). В 2009—2011 гг. он играл Джорджа Касла, первого директора Королевской прокурорской службы, в сериале «Закон и порядок: Лондон».
В 2010 году Патерсон появился в роли профессора Эдвина Брейсвелла в эпизоде пятого сезона «Победа далеков» культового «Доктора Кто». Во второй раз его персонаж появился в первой половине финала пятого сезона «Пандорика открывается». В 2011 году он сыграл в телефильме «Быстрый Фредди, вдова и я».

### Кино
В начале 1980-х годов Патерсон стал играть в кино, когда снялся в следующих фильмах: «Поля смерти», «Уют и радость» и «Частное торжество» (все 1984). Среди других фильмов с участием актёра значатся «Приключения барона Мюнхгаузена» (1987), «Ведьмы» (1990), «Искренне, безумно, сильно» (1990), «Чаплин» (1992), «Ричард III» (1995) Иэна Маккеллена, «Золотая молодёжь» (2003), «Мисс Поттер» (2006) и «Как потерять друзей и заставить всех тебя ненавидеть» (2008) и «Происхождение» (2009).
В 1997 году Патерсон снялся в «Спайс Уорлд» в роли Брайана.
В 2014—2017 гг. Патерсон исполнил роль Неда Гоуэна в первом и третьем сезоне телесериала Starz «Чужестранка». В 2014 году он сыграл роль отца героя Дугласа Хеншолла в телесериале «Шетланд», а в 2016 году — роль отца главной героини в исполнении Фиби Уоллер-Бридж в сериале «Дрянь».

## Личная жизнь
В 1984 году Патерсон женился на художнице-постановщице Хильдегард Бехлер; у них есть двое детей. Они живут в Лондоне.